# كستك

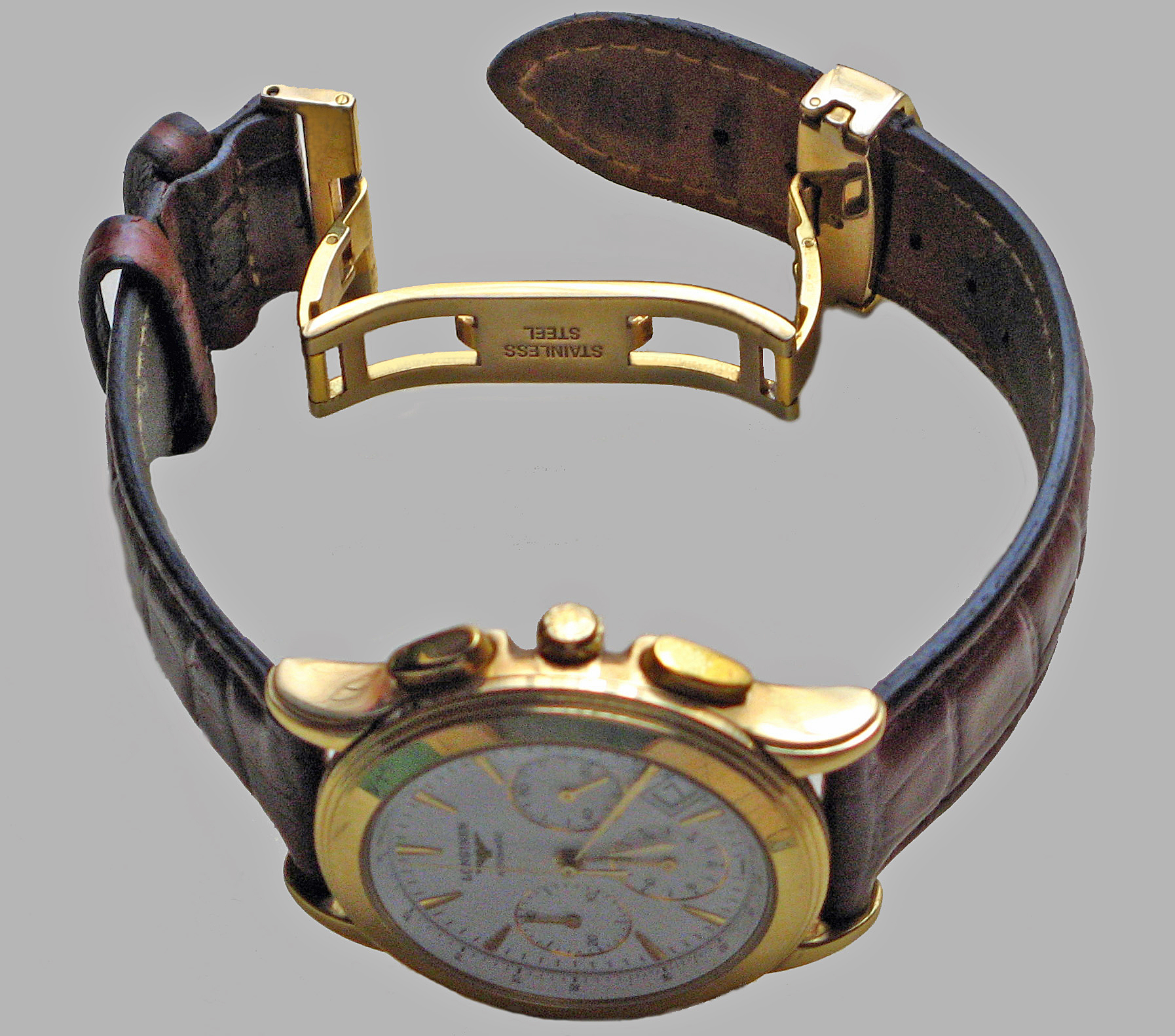
حزام ساعة من الجلد مع قفل فراشة

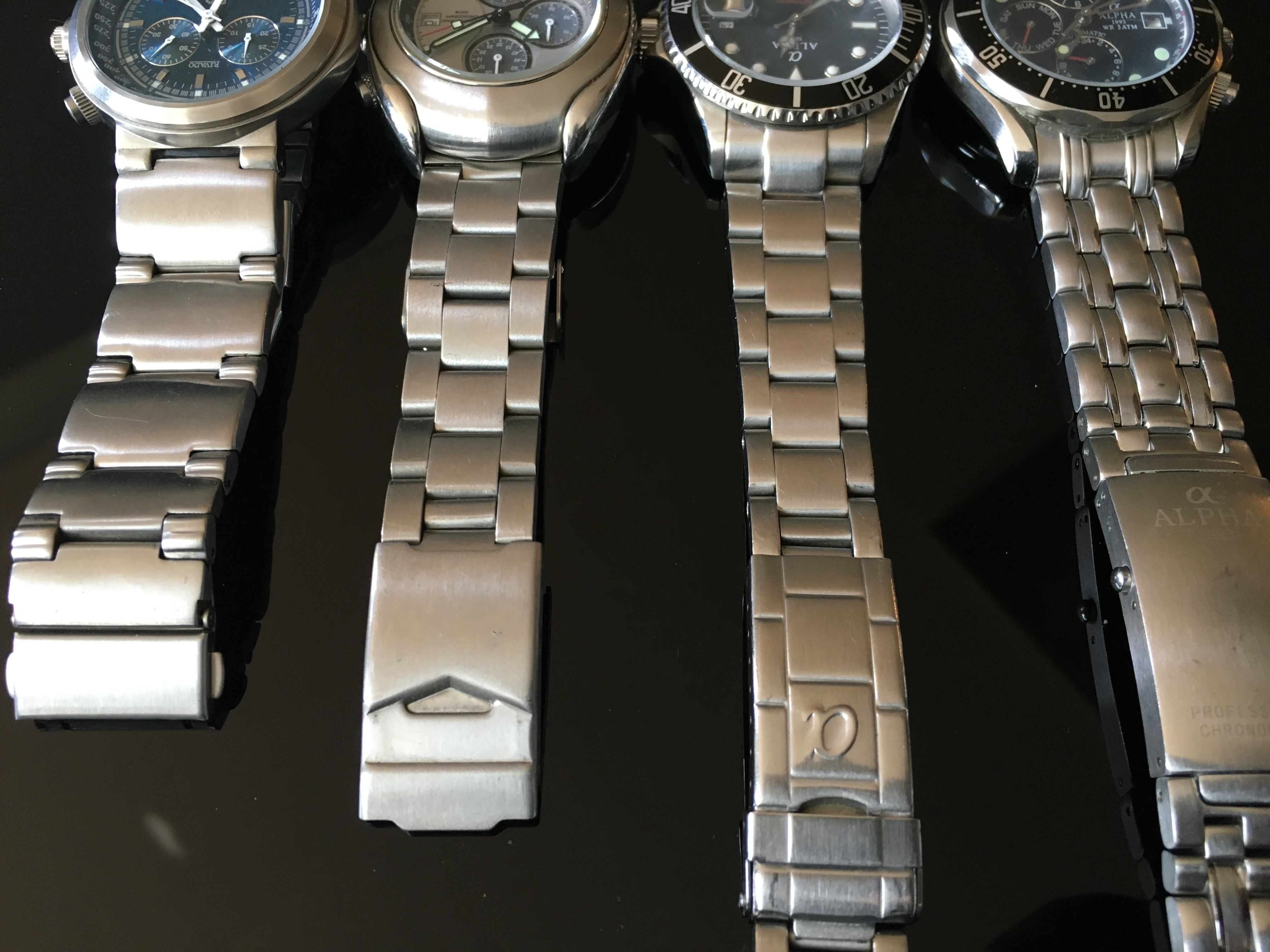

حزام الساعة أو الكَسْتَك أو الكُستيج أو القوستيك سوار يربط ساعة اليد بالمعصم. قد تكون أحزمة الساعة مصنوعة من الجلد أو اللدائن أو المطاط أو النسيج أو الفلز ومجتمعة أحيانًا. يمكن عده عنصر موضة يخدم كلاً من الوظيفة النفعية والزخرفية. قد تكون بعض أحزمة الساعات المعدنية مطلية بالفلزات النفيسة.
قد تُغلق أحزمة الساعة بإبزيم أو إبزيم طَوِيّ. صُممت أحزمة الساعة المتوسعة بحيث تتمدد تمددًا مرنًا ، ويغلب أن يكون بنوابض معدنية في تصميم مجزأ، وقد تنزلق مثل السوار. نقاط ربط الحزام بالساعة موحدة إلى حد كبير، ذات قضيب زنبركي (دبوس مزدوج الطرف محمل بنابض) يُستخدم لتثبيت حزام الساعة في الثقوب الموجودة في الحامل الذي يعد جزءًا لا يتجزأ من علبة الساعة ما يسمح باستبدال أحزمة الساعة البالية بأحزمة جديدة لأغراض الموضة.

## التأثيل
كلمة قوستيك وكَسْتَك هما تعريبان لكلمة köstek التركية أو كُستي الفارسية.

## أنواع حزام الساعة

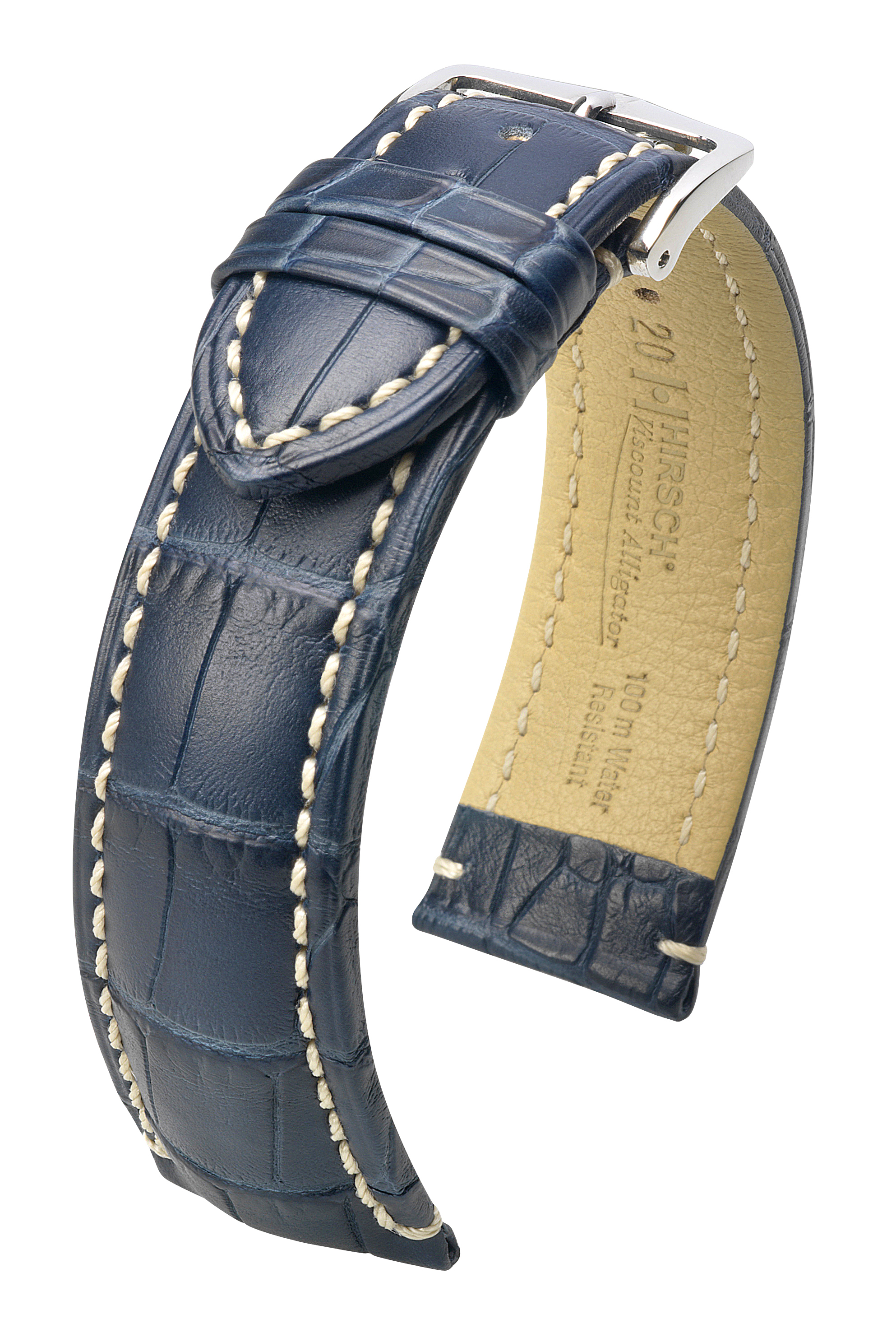
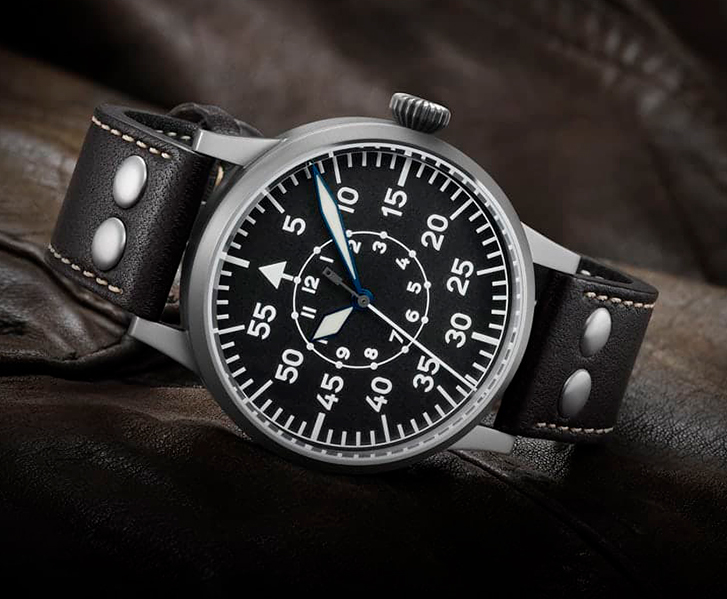
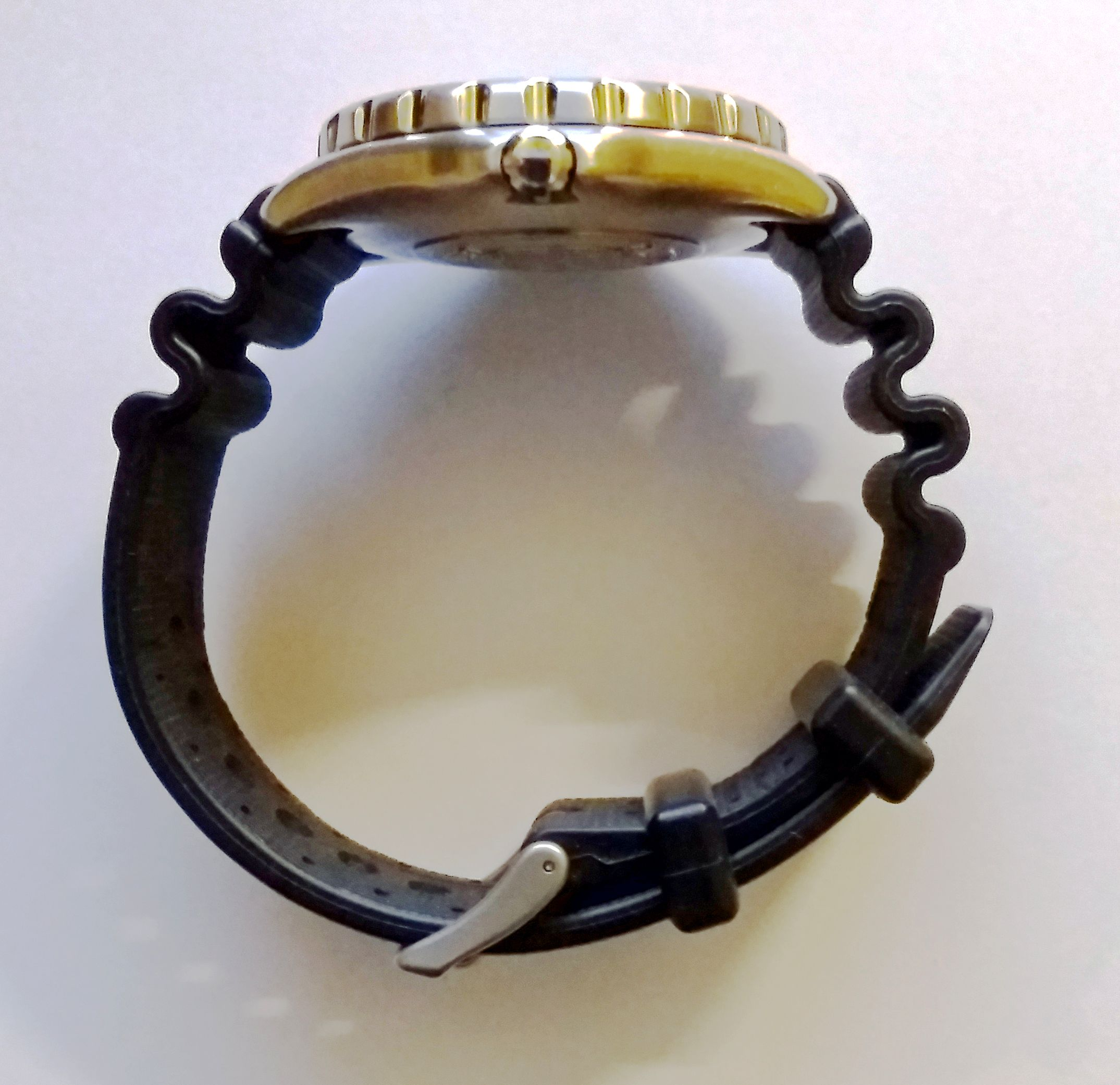
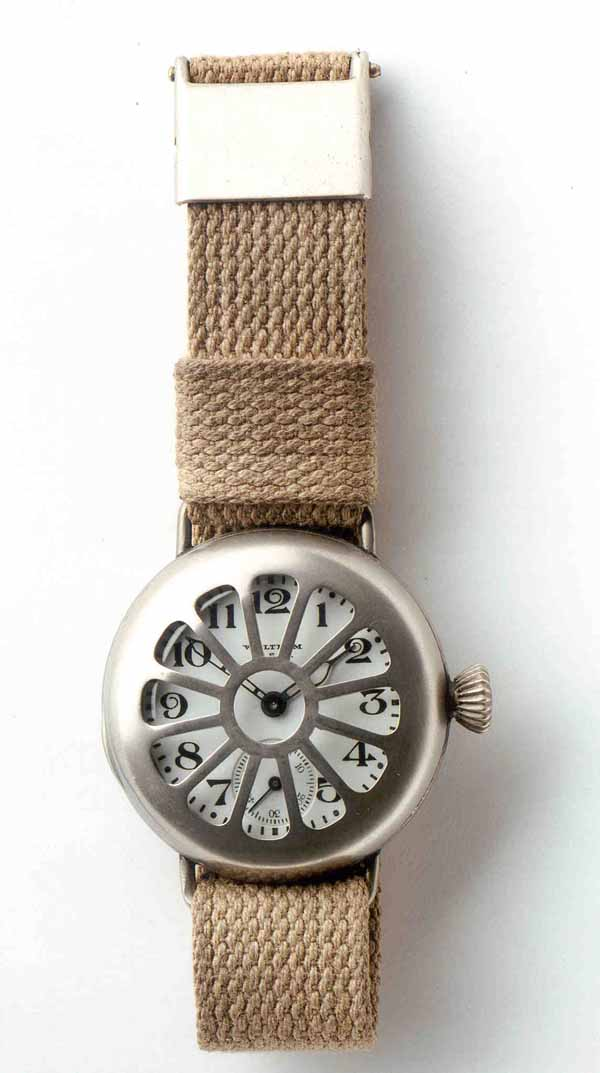
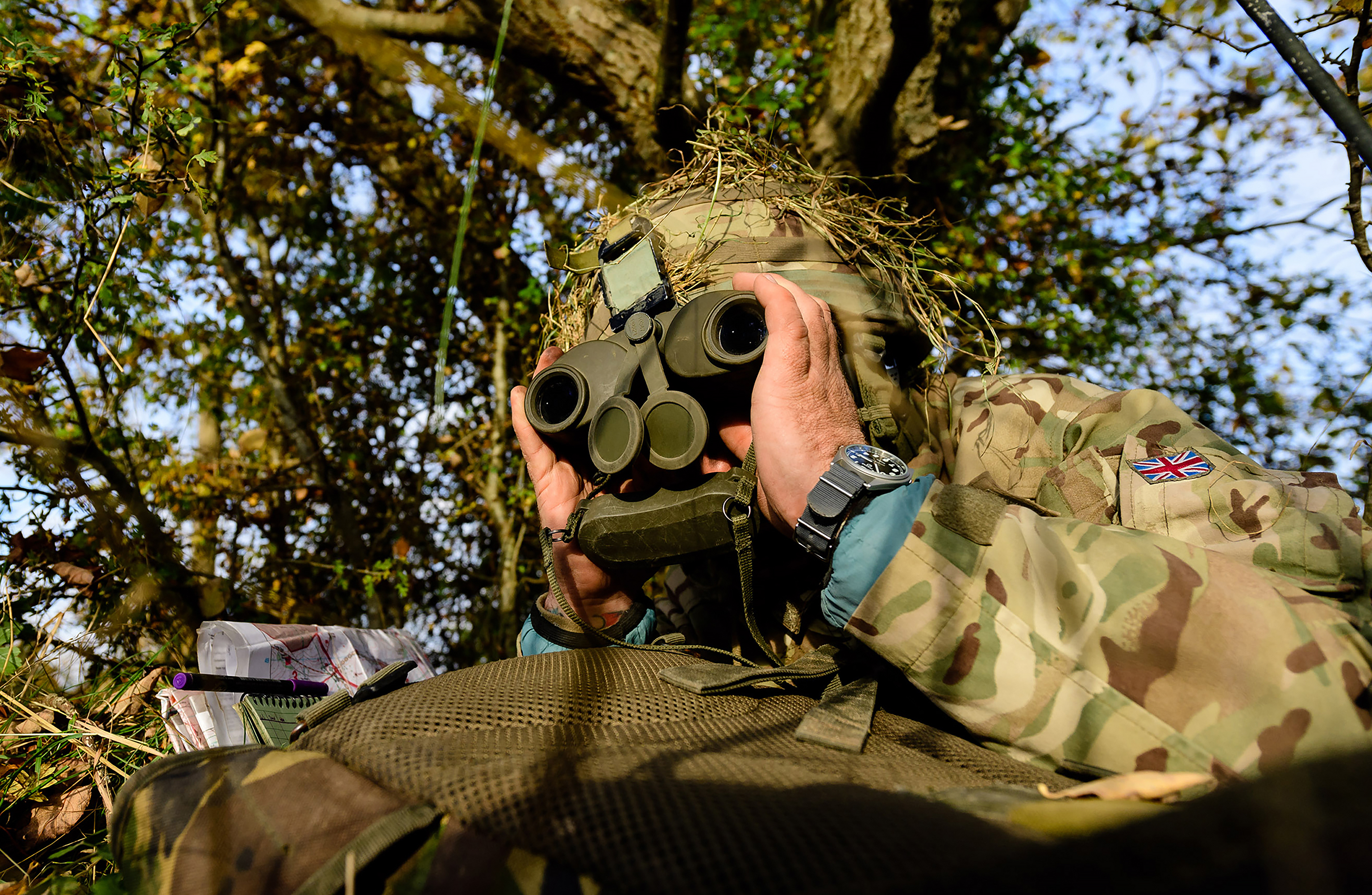
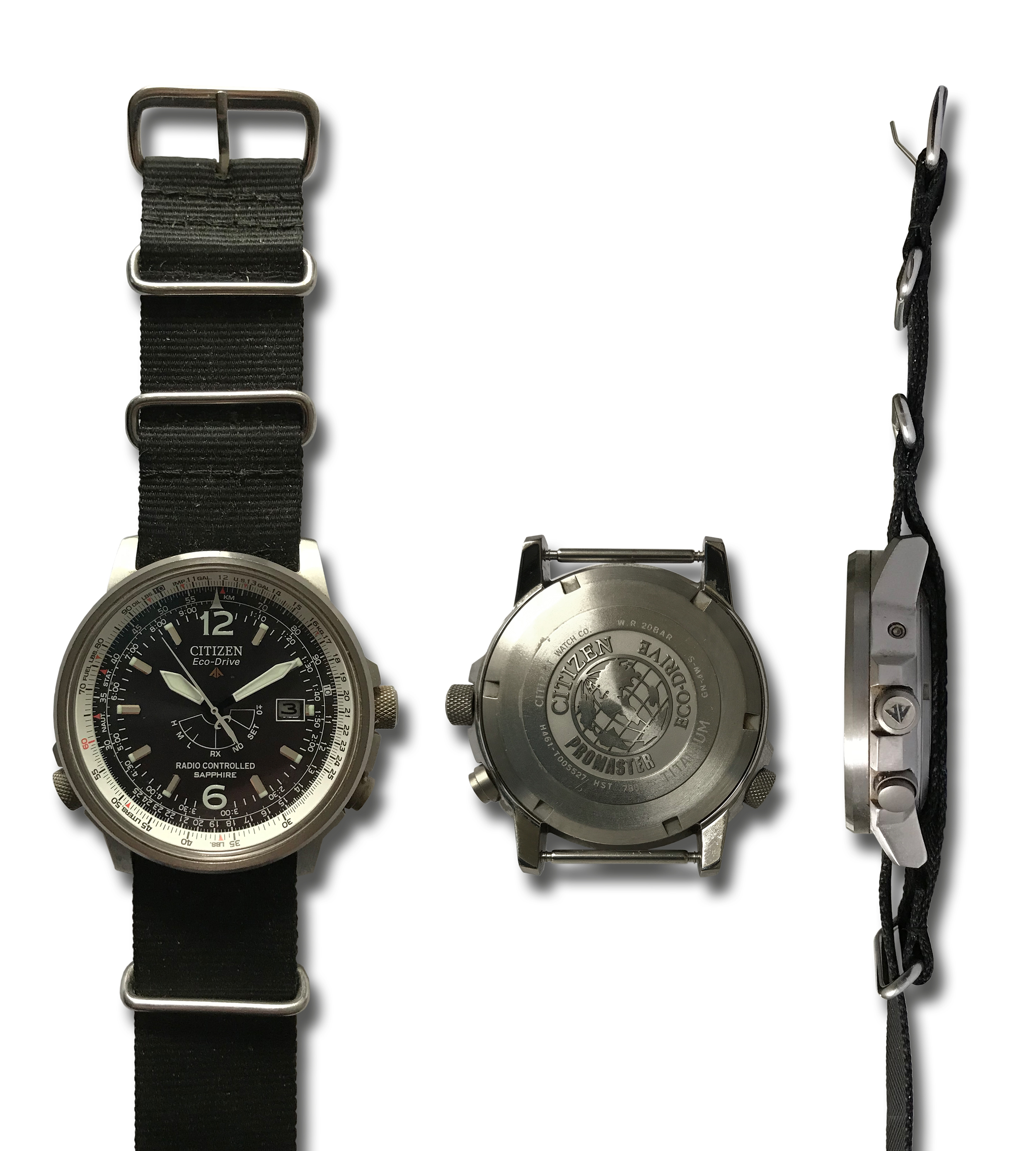
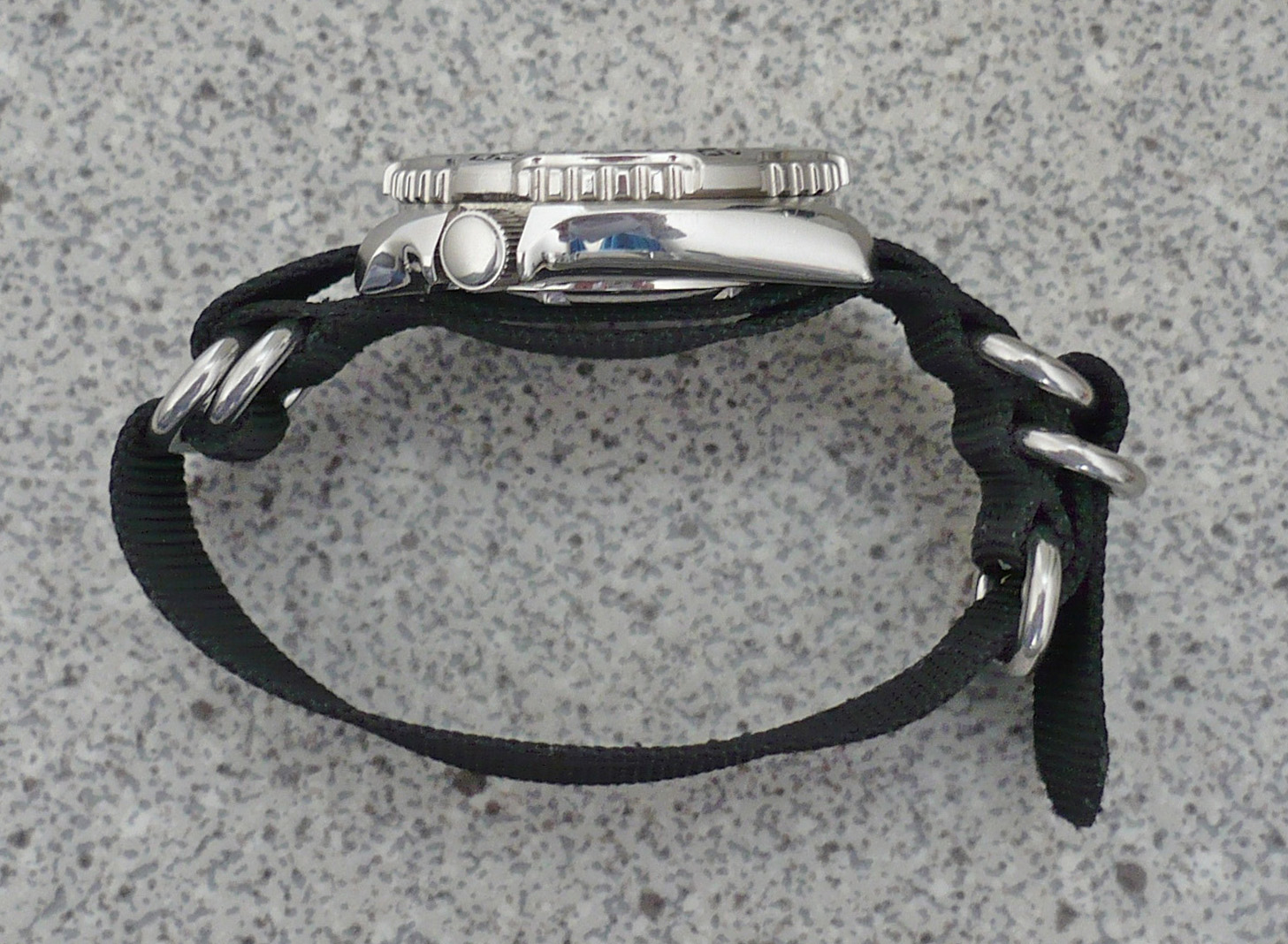
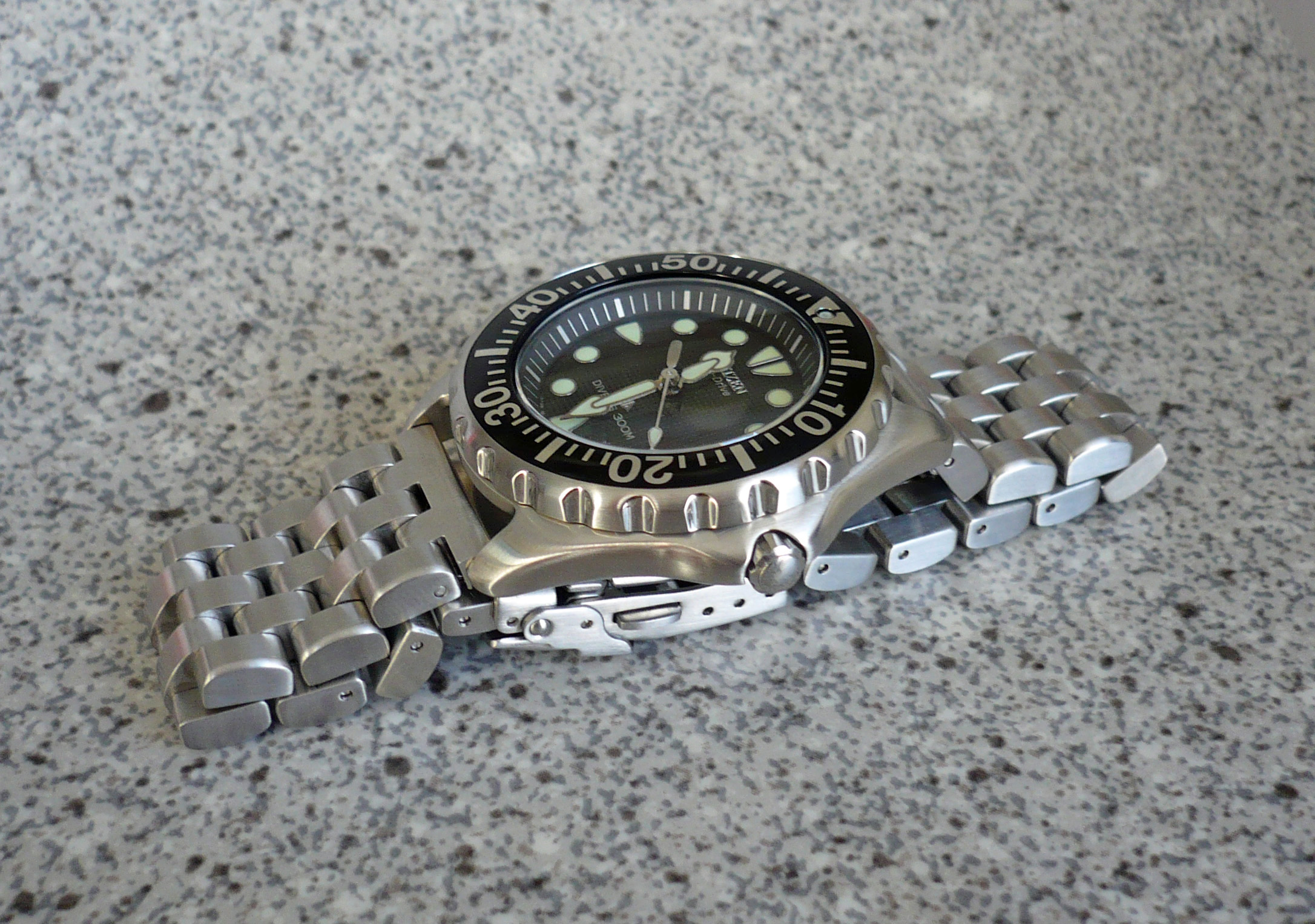
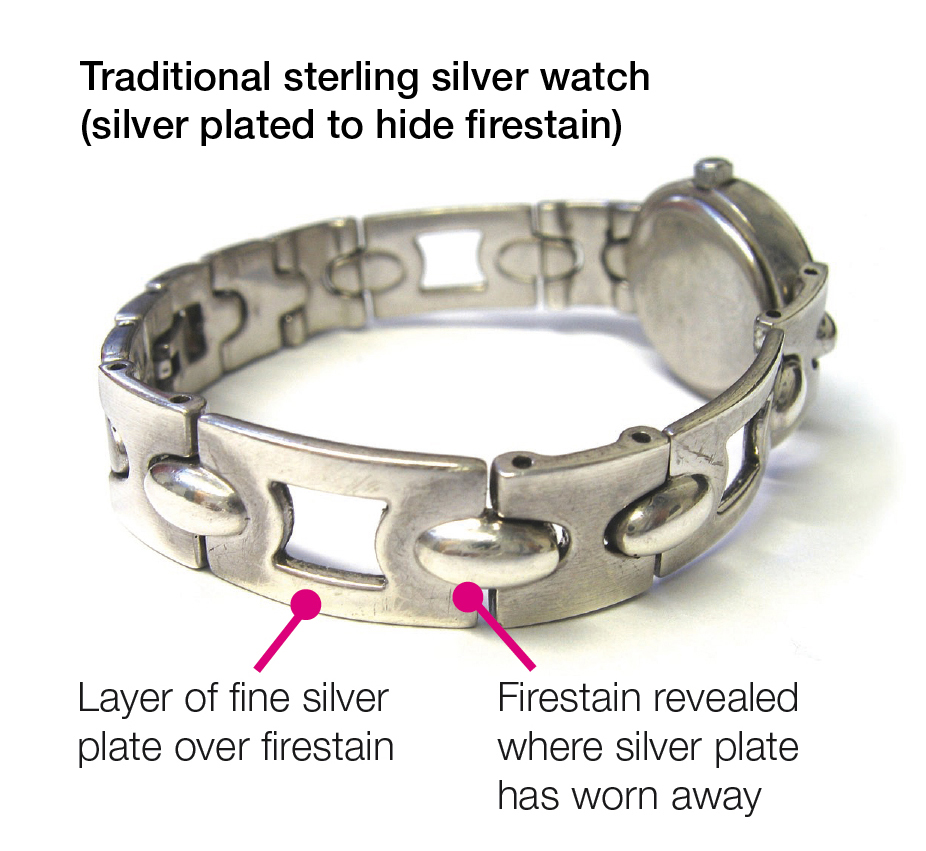
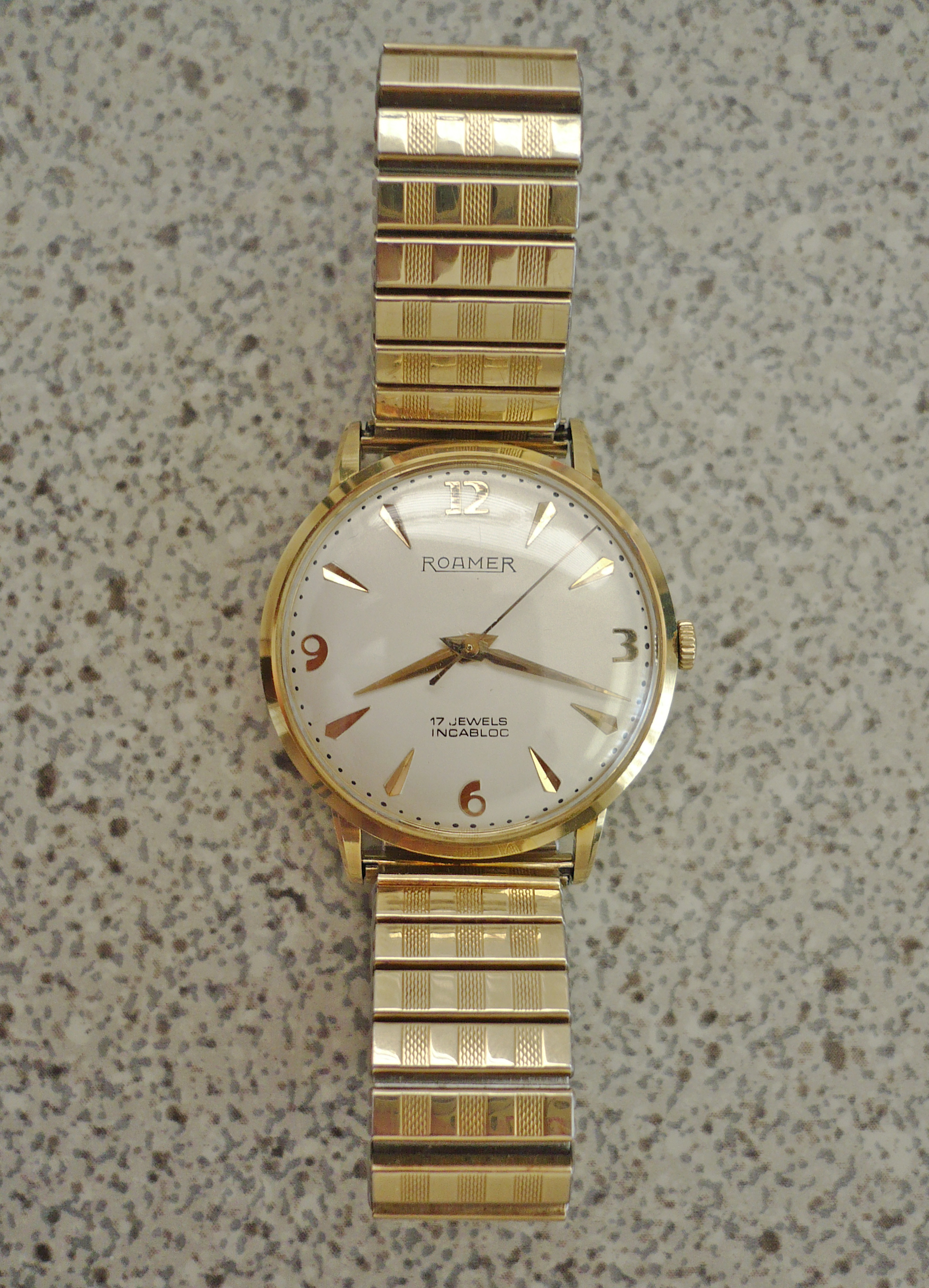
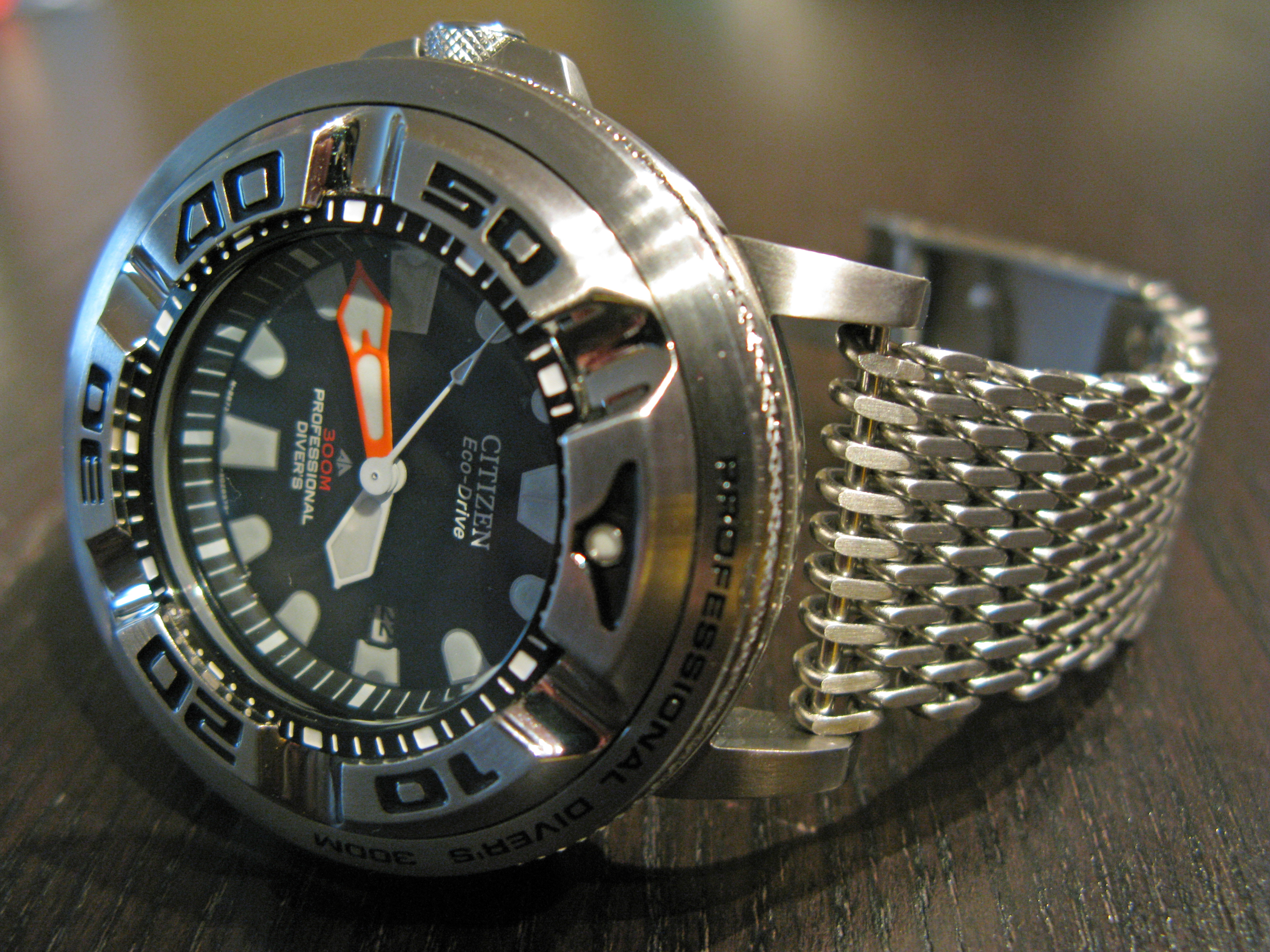
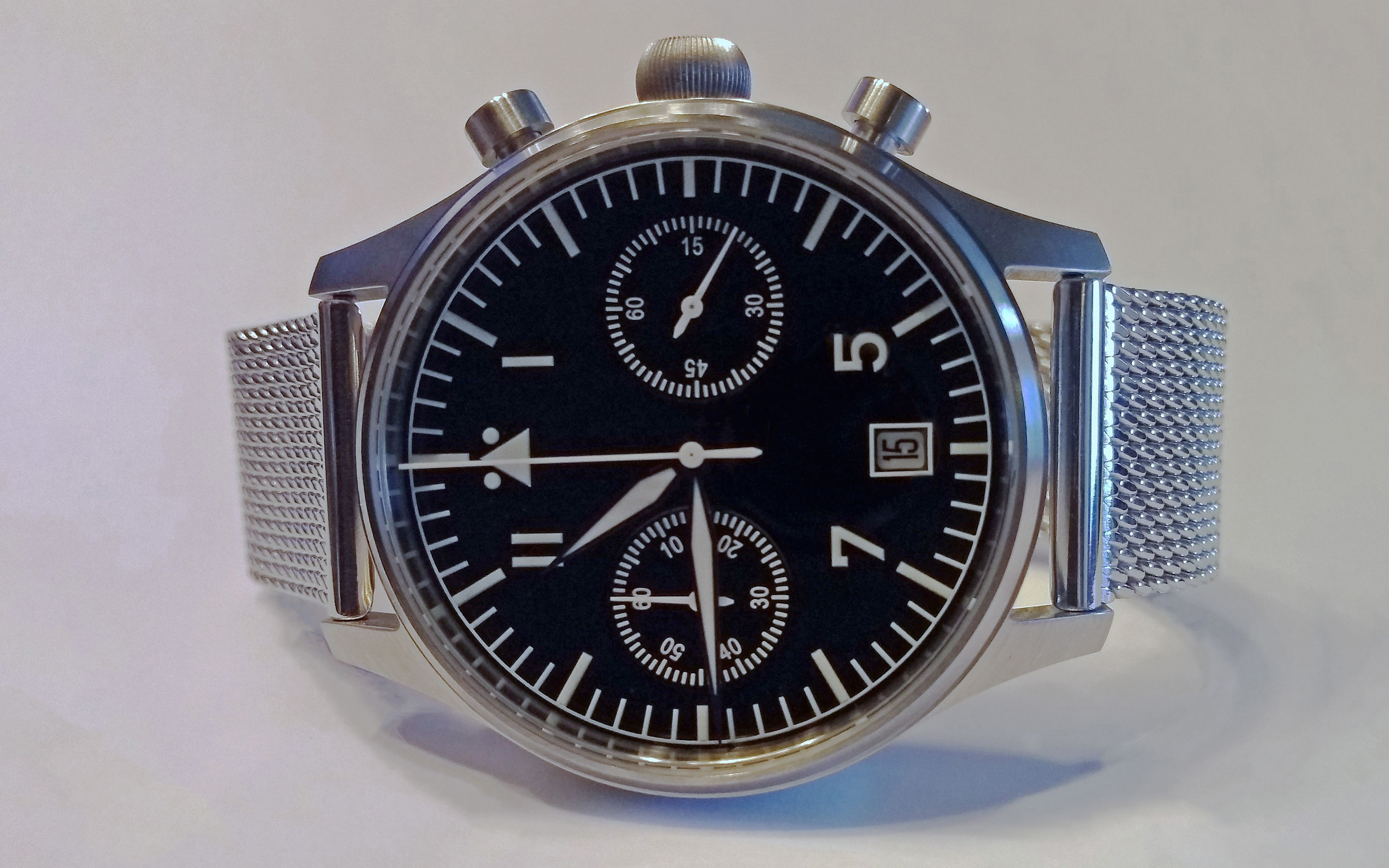
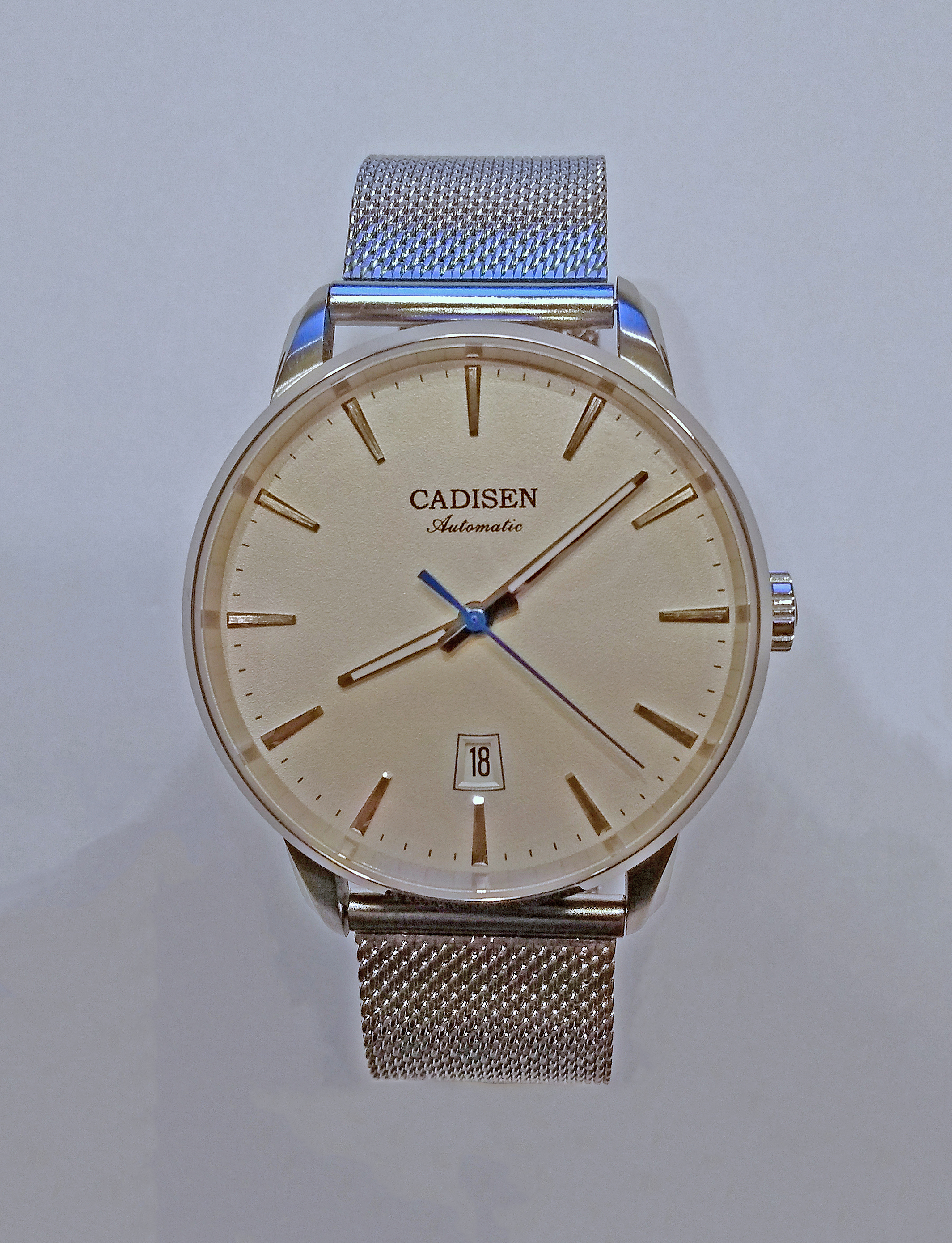
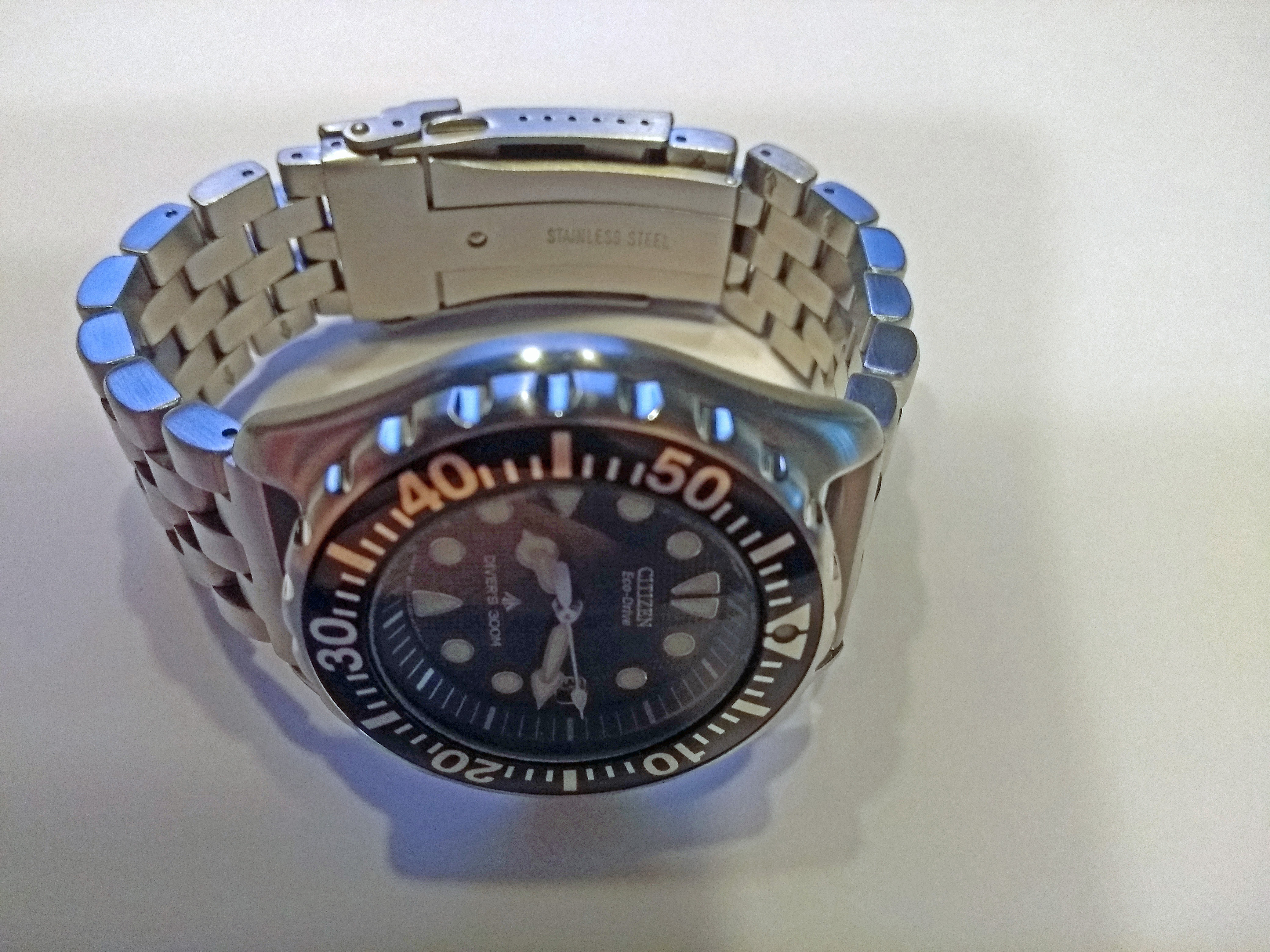
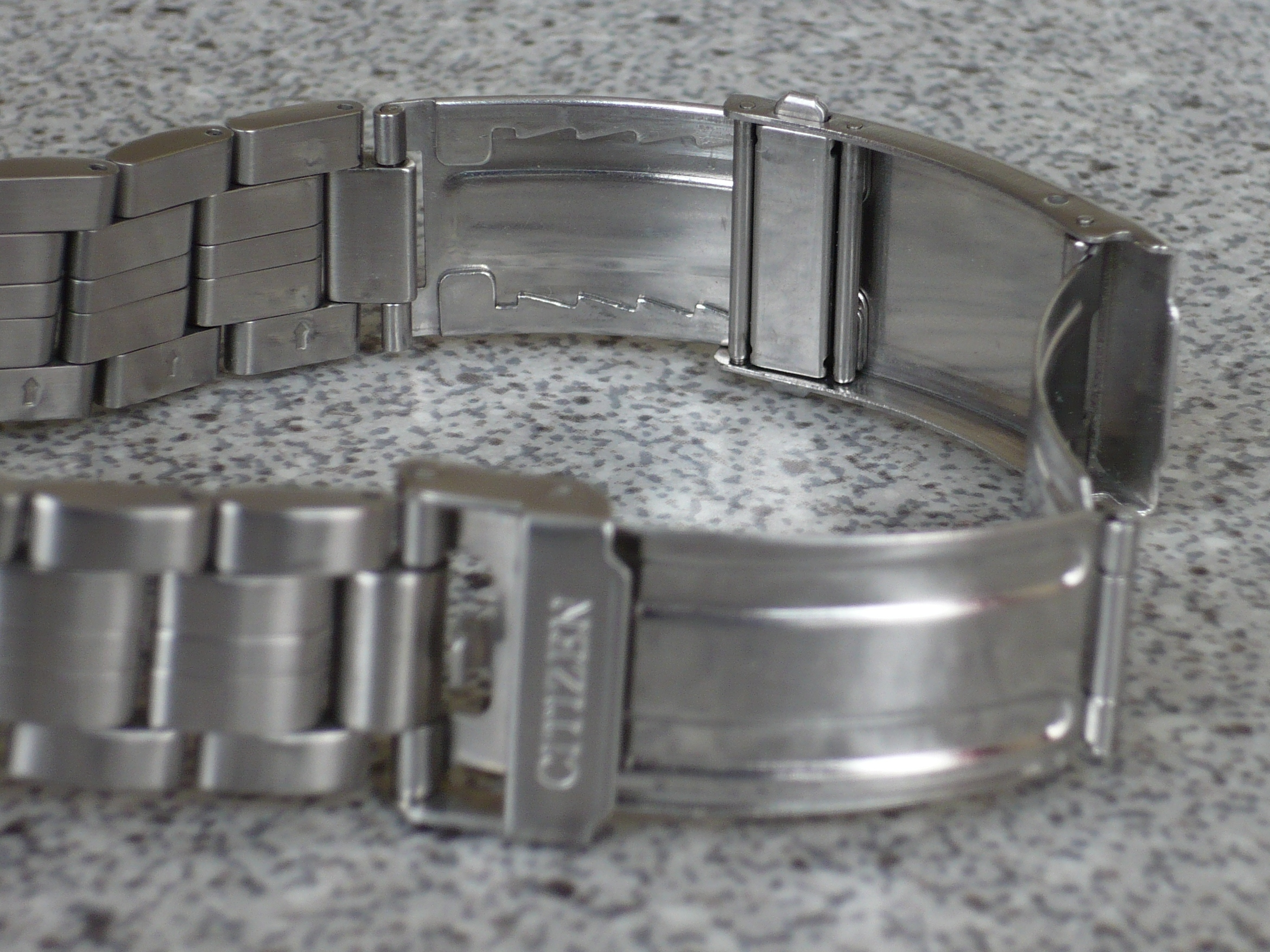
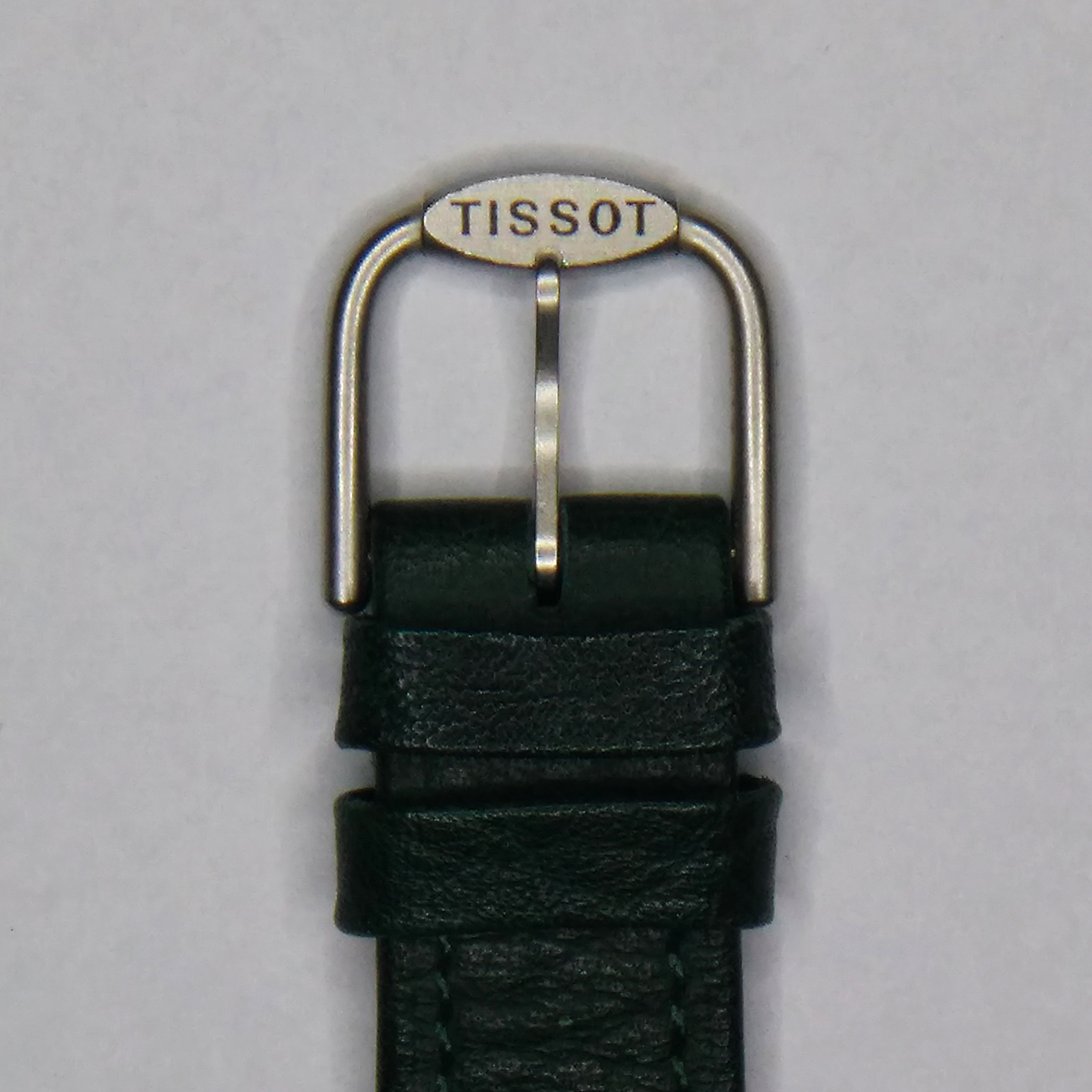